# 在シリア日本国大使館
在シリア日本国大使館（アラビア語: سفارة اليابان في سوريا、英語: Embassy of Japan in Syria）は、シリアの首都ダマスカスに設置されていた日本の大使館。2012年3月21日、シリア内戦の激化により閉館された。アンマンの在ヨルダン日本国大使館における業務継続を経て、2016年7月20日よりベイルートの在レバノン日本国大使館内の臨時事務所で大使館業務を行っている。
2022年現在、シリアの大統領に信任状を捧呈した最後の日本大使は、2012年6月5日付でペルソナ・ノン・グラータ認定により解任された鈴木敏郎である。

## 沿革
- 1946年4月、フランスの委任統治領であったシリアが独立する[4]。
- 1952年4月28日、連合国軍の占領下にあった日本が独立する[5]。
- 1953年12月、日本とシリアの国交が開設される[6]。
- 1954年6月、ダマスカスに在シリア日本国公使館が開設される[6]。
- 1958年3月、シリアとエジプトの合邦に伴い、ダマスカスの公使館に代わって在ダマスカス日本国総領事館が開設される[6]。
- 1962年4月、シリアとエジプトの合邦解消に伴い、ダマスカスの総領事館に代わって在シリア日本国大使館が開設される[6]。
- 2012年3月21日、シリア内戦の激化を受けてダマスカスの在シリア日本国大使館が閉鎖される[1]。
- 2012年3月21日、在シリア日本国大使館臨時事務所（アラビア語: المكتب المؤقت للسفارة اليابانية في سوريا、英語: Temporary Office of the Embassy of Japan in Syria）がアンマンの在ヨルダン日本国大使館内に開設される[1]。
- 2012年6月5日、鈴木敏郎大使がペルソナ・ノン・グラータに認定されてシリアに駐在する外交官としての資格を剥奪される[3]。
- 2016年7月20日、在シリア日本国大使館臨時事務所がベイルートの在レバノン日本国大使館内へ移転する[2]。

## 所在地

### 在シリア日本国大使館
No.3537 Sharkasiya, Aljala' Street, Abou Rommaneh, Damascus

### 在シリア日本国大使館臨時事務所
2016年7月20日より、在レバノン日本国大使館内に設置されている。
Serail Hill Area, Army Street, Zokak El-Blat, Beirut

## 著名な在勤者
- 石川博崇 - 参議院議員（公明党所属）、防衛大臣政務官、内閣府大臣政務官
- 井ノ上正盛 - イラクで殉職した外交官のうちの一人（イラク日本人外交官射殺事件）
- 大野元裕 - 埼玉県知事、参議院議員（元・国民民主党所属）、内閣府大臣政務官、防衛大臣政務官